# Campeonato Acreano Segunda Divisão 2017
In 2017 werd het tiende Campeonato Acreano Segunda Divisão gespeeld voor clubs uit de Braziliaanse staat Acre. De competitie werd georganiseerd door de FFA en werd gespeeld van 11 tot 26 september. ADESG werd kampioen.

## Eindstand
| Plaats | Club         | Wed. | W | G | V | Saldo | Ptn. |
| ------ | ------------ | ---- | - | - | - | ----- | ---- |
| 1.     | ADESG        | 4    | 3 | 1 | 1 | 7:5   | 10   |
| 2.     | São Franciso | 4    | 1 | 2 | 1 | 7:9   | 5    |
| 3.     | Náuas        | 4    | 1 | 1 | 2 | 9:9   | 4    |

|  | Kampioen |

### Kampioen
| Campeonato Acreano de 2017 - Segunda Divisão |
| Acre                                         |
| -------------------------------------------- |
| ADESG Kampioen (1° titel)                    |